# 霍奇蘭 (蒙大拿州)
霍奇蘭（英語：Hogeland）是位於美國蒙大拿州布萊恩縣的普查規定居民點。

## 歷史
霍奇蘭的郵局自1928年營運至今。

## 人口
根據2020年美國人口普查的數據，霍奇蘭的面積為1.32平方千米，皆為陸地。當地共有人口14人，而人口密度為每平方千米10.61人。